# Mirabilicoxa coxalis
Mirabilicoxa coxalis är en kräftdjursart som först beskrevs av Yakov Avadievich Birstein1963.  Mirabilicoxa coxalis ingår i släktet Mirabilicoxa och familjen Desmosomatidae. Inga underarter finns listade i Catalogue of Life.